# Passiv forvaltning
Passiv forvaltning (også kaldet passiv investering) er en investeringsstrategi, der følger et markedsvægtet indeks eller portefølje. Passiv forvaltning er  mest almindelig på aktiemarkedet, hvor indeksfonde følger et bestemt aktieindeks, men det bliver mere almindeligt i andre investeringstyper inklusive obligationer, handelsvarer og hedgefonde.
Den mest populære metode er at spejler et eksternt specificeret indeks ved at købe en indeksfond. Ved at følge et indeks vil en investeringsportefølje typisk give en god diversificering, lav omsætning (hvilket er godt til at holde interne transaktionsomkostninger nede) og lave håndteringsgebyrer. Med lave gebyrer vil en investor få højere afkast end for en lignende fond med lignende investeringer men højere gebyrer eller transaktionsomkostninger.
Mange af pengene i passive indeksfonde er investeret i tre passive formueforvaltere; BlackRock, Vanguard og State Street. Der er foregået et stort skift fra aktiver til passive investeringer siden 2008.
Passivt forvaltede fonde har konsistent overpræsteret i forhold til aktivt forvaltede fonde.